# Xingtai
Xingtai (en xinès: 邢台 市, pinyin: Xíng tái; en Wade-Giles, Hsing-t'ai) és una ciutat-prefectura situada al sud de la província (sheng) de Hebei, a la República Popular de la Xina. El 2004 tenia 561.400 i una població total de 6.730.000. Limita amb Shijiazhuang i Hengshui al nord, Handan al sud, i les províncies de Shandong i Shanxi, a l'est i oest respectivament. Està ubicada a la fèrtil plana al peu de les muntanyes T'ai-hang Shan, al curs alt del riu Tzu-ya Ho.

## Història
Xingtai és la més antiga ciutat al nord de la Xina. La història de Xingtai es remunta a uns 3.500 anys, i la seva denominació ha canviat amb el pas del temps. Durant la dinastia Shang (1600 aC - 1046 aC), Xingtai funcionava com una capital. Durant la dinastia Zhou (1122 aC-256 aC), l'estat de Xing (邢) va fundar la ciutat de la qual el seu nom actual deriva. Durant el període dels Regnes Combatents (473 aC - 221 aC), l'estat de Zhao va fer de Xingtai la seva capital provisional. La ciutat va rebre el nom de Xindu durant la dinastia Qin (221 aC - 206 aC), però després de la batalla de Julu (a l'actual Xingtai, el 207 aC) era coneguda com a Xiangguo, la capital de l'estat de Zhao (Changsha). Quan Zhao (estat dels Setze Regnes, 319-351) va ser fundada per Shi Li, va ser un altre cop la capital amb el nom de Xiangguo. Durant la dinastia Sui (580 - 630) i la dinastia Tang (630 - 907), la ciutat va ser coneguda com a Xingzhou. Des dels període que va des de la dinastia Yuan i la dinastia Ming (1368 - 1644) a la dinastia Qing (1644 - 1911), rebé el nom actual, Xingtai, i va funcionar com una ciutat prefectura de la Xina.

## Geografia
Situada entre les muntanyes Taihang, al nord de la Xina. La seva topografia principal una plana, que ocupa més de la meitat de l'àrea de la ciutat. Xingtai té reserves de metall negre i altres minerals.
Amb un clima monsònic, la ciutat és seca i ventosa a la primavera. A l'estiu, és plujós i humit i el clima és fresc i estable a la tardor. Igual que en totes les ciutats del nord de la Xina, la gent passa un hivern sec i fred, amb poca pluja. A principi d'any la temperatura és de -3 °C i a mitjan any és de 26 °C.
| Divisions administratives            | Divisions administratives | Divisions administratives | Divisions administratives | Divisions administratives | Divisions administratives | Divisions administratives |
| ------------------------------------ | ------------------------- | ------------------------- | ------------------------- | ------------------------- | ------------------------- | ------------------------- |
| Divisions administratives de Xingtai |                           |                           |                           |                           |                           |                           |
| #                                    | Nom                       | Hanzi                     | Pinyin                    | Població (2004 est.)      | Àrea (km²)                | Densitat (/km²)           |
| 1                                    | Qiaodong                  | 桥东区                    | Qiáodōng Qū               | 230.000                   | 37                        | 6,216                     |
| 2                                    | Qiaoxi                    | 桥西区                    | Qiáoxī Qū                 | 330.000                   | 96                        | 3,438                     |
| 3                                    | Nangong                   | 南宫市                    | Nángōng Shì               | 450.000                   | 854                       | 527                       |
| 4                                    | Shahe                     | 沙河市                    | Shāhé Shì                 | 470.000                   | 999                       | 470                       |
| 5                                    | Xingtai                   | 邢台县                    | Xíngtái Xiàn              | 450.000                   | 1.983                     | 227                       |
| 6                                    | Lincheng                  | 临城县                    | Línchéng Xiàn             | 190.000                   | 797                       | 238                       |
| 7                                    | Neiqiu                    | 内丘县                    | Nèiqiū Xiàn               | 260.000                   | 775                       | 335                       |
| 8                                    | Baixiang                  | 柏乡县                    | Bǎixiāng Xiàn             | 180.000                   | 268                       | 672                       |
| 9                                    | Longyao                   | 隆尧县                    | Lóngyáo Xiàn              | 490.000                   | 749                       | 654                       |
| 10                                   | Ren                       | 任县                      | Rén Xiàn                  | 320.000                   | 431                       | 742                       |
| 11                                   | Nanhe                     | 南和县                    | Nánhé Xiàn                | 320.000                   | 418                       | 766                       |
| 12                                   | Ningjin                   | 宁晋县                    | Níngjìn Xiàn              | 730.000                   | 1.107                     | 659                       |
| 13                                   | Julu                      | 巨鹿县                    | Jùlù Xiàn                 | 360.000                   | 623                       | 578                       |
| 14                                   | Xinhe                     | 新河县                    | Xīnhé Xiàn                | 160.000                   | 366                       | 437                       |
| 15                                   | Guangzong                 | 广宗县                    | Guǎngzōng Xiàn            | 270.000                   | 493                       | 548                       |
| 16                                   | Pingxiang                 | 平乡县                    | Píngxiāng Xiàn            | 280.000                   | 406                       | 670                       |
| 17                                   | Wei                       | 威县                      | Wēi Xiàn                  | 540.000                   | 994                       | 543                       |
| 18                                   | Qinghe                    | 清河县                    | Qīnghé Xiàn               | 360.000                   | 501                       | 719                       |
| 19                                   | Linxi                     | 临西县                    | Línxī Xiàn                | 330.000                   | 542                       | 609                       |